# ARMA 2
『ARMA 2』（アルマ 2またはアーマ 2、略称：A2）は、チェコのBohemia Interactive社が開発し、2009年5月29日に発売を開始したWindows用の軍事シミュレーション・ファーストパーソン・シューティングゲーム (FPS) である。

## 概要
本作は「ARMAシリーズ」の2作目であるが、もともとは1作目『ARMA: Armed Assault』 (ARMA) の発表・発売以前から『Operation Flashpoint: Cold War Crisis』 (OFP: CWC、現ARMA: Cold War Assault) の続編という位置付けで、「Game 2」というプロジェクトとして進められていた。そして、2007年8月に行われたGames Convention (GC) で正式に『ARMA 2』として発表された。
その後、発売が延期していたが、ドイツ語圏のドイツ・スイス・オーストリアでは先行して2009年5月29日にMorphiconからドイツ語版が発売、イギリスなどヨーロッパでは6月19日に505 Gamesから英語版が発売された。Steamでは6月30日に発売、北米では7月7日にGot Game Entertainmentから発売、日本では7月31日に505 Gamesの英語版に日本語マニュアルが付属した『ARMA2 日本語マニュアル付 英語版』がズーから発売された。
2010年6月29日に単体動作型拡張パック『ARMA 2: Operation Arrowhead』 (ARMA 2: OA) の発売が開始された。日本においては7月2日に『ARMA2 オペレーション アローヘッド 日本語マニュアル付 英語版』としてZOOから発売。また、本体と拡張パックがセットとなった『ARMA 2: Combined Operations』 (ARMA 2: CO) も発売されている。
タイトルのARMAは、ラテン語で武器などを意味する「arma」（アルマ）に由来するとされる。そのため、本作を「Armed Assault 2」と表記するのは正確ではない。
2013年3月5日にさらなるバージョンアップ版、続編の『ARMA 3』の本体予約および付属アルファ版テストが開始された。

## ストーリー
『ARMA 2』の舞台は旧ソ連に属していた架空の東欧国、チェルナルース (Chernarus)。チェルナルースではこの数年間、政府と共産主義国家主義者 (Chedaki) の対立による内戦が激化していた。
『ARMA 2 OA』、『BAF』、『PMC』の舞台は独裁軍事政権と化した社会主義派と、王党派の内戦が続く架空の中東国、タキスタン(Takistan)。
『ACR』の舞台はビストリツァ (Bystrica) とタキスタンとなる。

### Harvest Red
チェルナルースの内戦は新たな局面を迎えていた。政府軍が一時はChedakiを北部へ追い詰めるものの、驚くべき戦力を持って突如反転、一挙に攻勢を開始したChedakiは数週間で北部のほとんどの州を奪取し、チェルナルース政府からの独立を宣言した。
危機的状況に陥ったチェルナルース政府の要請を受け、アメリカ海兵隊の27thMEUが派遣されることとなる。プレイヤーはその中の一人、フォース・リーコン（武装偵察部隊）の "Razor Team" に所属する黒人兵士 Matt "Coops" Cooper を操作し、個性的なチームメンバーや隊長のもと、チェルナルース政府の支配領域回復作戦である"Harvest Red" 作戦を遂行していくこととなる。

### Eagle Wing
1.05アップデート以降に付属されているミニキャンペーン。プレイヤーは「AH-64D アパッチ・ロングボウ」パイロットのEd Winterとしてチェルナルース侵攻作戦に加わることになる。

### Operation Arrowhead
『ARMA2: OA』付属キャンペーン。
タキスタンにて、内戦の劣勢に伴い隣国への大量破壊兵器による脅迫を開始した独裁軍事政権に対し、大量破壊兵器の使用阻止および政権打倒の実現のため連合軍の介入、"Arrowhead" 作戦の実施が決定した。プレイヤーは米軍タスクフォース"Knight"の各部門(歩兵部隊、特殊部隊、機甲部隊、戦闘ヘリ部隊)の代表の面々を操り、"Arrowhead" 作戦を遂行していくことになる。

### Operation Crimson Lance
DLC『BAF』付属キャンペーン。
プレイヤーはOperation Arrowhead の後にタキスタンに展開する英国軍の、ゲリラと化した元独裁軍事政権残党に対する作戦、"Crimson Lance" 作戦に歩兵分隊"Lancer Red"隊長のBrian Frostとして参加することになる。
続発するトラブルに対処し、そしてかけがえのない分隊員達を守りながら、"Crimson Lance" 作戦の成功を目指す。

### Operation Black Gauntlet
DLC『PMC』付属キャンペーン。
BAFキャンペーンであるOperation Crimson Lanceの主人公であったBrian Frostが引き続き主人公を務めることとなる。
Operation Crimson Lanceの後、PMCへと転職したBrian Frost。プレイヤーは再び彼として、今だ火種の残るタキスタンでの仕事をこなしていくことになる。

### White Lion
DLC『ACR』付属キャンペーン。
ビストリツァで発生した内戦は終わりを告げたが、今だ逃亡、略奪を繰り返す戦争犯罪人に対応するため、チェコ軍が派遣されることとなった。プレイヤーは派遣部隊の一員となって任務を遂行していくこととなる。しかしビストリツァの住民を苦しめるのは人間だけではなかった。
またタキスタンに派遣された再建チームの一員となって平和維持活動に従事するパートも存在している。

## システム
基本システムは『OFP: CWC(ARMA: CWA)』、『ARMA』のそれを受け継ぎ、発展させたものとなっている。

### ゲームモード
『ARMA』のゲームモードをほぼそのまま引き継いでいる。もちろん、CampaignおよびMissions、Boot Camp (Tutorial) は新たな舞台に沿った新しいものとなっている。CampaignのHarvest Redキャンペーンには12+本のミッション、Missionsには7本のミッションとBoot Campには8本のトレーニングミッションが収録されている。
またHarvest Redを含む一部のキャンペーンはマルチプレイにも対応している。

### エディタ
エディタの基本部分は『ARMA』とほとんど変わらないが、新たに"Modules"という機能が追加され、あらかじめ本体に用意されたスクリプトモジュールを数クリックで呼び出すことができる。モジュールにはRTSのようにグループ単位で部隊を指揮できるHigh Commandシステムや、迫撃砲や榴弾砲を運用するArtilleryシステム、後述するFirst Aidシステムや自動的に民間人や動物の配置を行うものなどがある。
また、スクリプティングコマンド「attachTo」により、あるオブジェクトを基準とした任意の位置に別のオブジェクトを常時配置する事が簡単に、正確に行えるようになった。これにより制作可能なスクリプト・アドオンの幅が大きく広がった。
未完成ながら3Dリアルタイムエディタも内蔵されており、タイトル画面で「Alt」+「E」を押すことで呼び出せる。

### 操作
『ARMA』のそれに加え、かねてよりユーザーの要望があった「障害物を乗り越える」動作が実装され、低い障害物ならば跨ぐことができる。また、屈んだ姿勢で走れるようになったほか、武器のリロードと双眼鏡の使用は移動しながら行うことが可能になった。対戦車・対空火器など副武装の使い勝手も向上している。
さらに、First Aidシステムを使用することで負傷とそれによる行動不能状態が再現されたことにより、必要に応じて負傷した味方の安全な位置への搬送や応急治療が行えるようになっている。

### グラフィック
グラフィックは、細かい部分へのこだわりは変わらず、『ARMA』のものをさらに高解像度化、シェーダー効果を強化したものとなっている。ただし、前作までの例に漏れず、マルチコア対応化の恩恵をもってしても他のゲームのような限界近くの高FPSで遊ぶ事は難しいままである。基本部分以外ではハンドシグナルや車両の破壊効果が追加され、より臨場感を高める役割を果たしている。

### サウンド
基本的なサウンドの種類としては『ARMA』と変わっていないが、キャラクターの種類による会話言語の変化、ラジオ音声でない会話の強化など人物描写の強化に重点がおかれている。

### AI
AIは、市街地戦での障害物の利用や、草の遮蔽物としての認識、制圧射撃の使用などARMAより着実に進歩を遂げている。また、車両操縦については前2作と比較して大幅に進歩しており、ストレスを感じる機会は大幅に少なくなっているが、『OFP: CWC』から言われていた射撃精度や索敵能力、細かい戦術の使用などについては未だ調整不足と見られる部分がある。また、主な部分ではないとはいえ、本作においても屋内戦は想定されておらず、建物内の索敵・掃討などを能動的に行うことはない。

### First Aidシステム
『ARMA2』ではミッション側の設定により、前2作とは異なる負傷システムを導入することができるようになった。このシステムが有効な場合、重症を受けた場合ある程度のダメージまでは即死せず、地面にうずくまり治療待ちの状態となる。この状態でさらに一定のダメージを受けるか時間経過で死亡となる。プレイヤーももちろん、AIもこの状態を認識し、安全な場所への搬送、治療を行うことができる。これにより戦闘での損耗が少なくなり、よりAIを信用した戦い方もできるようになった。

### 乗り物
乗り物の種類は『ARMA』よりも増加しており、各乗り物の各部位について、設定された一定以下のダメージが無視される仕様が導入された。これにより、威力の低い攻撃で装甲車両の撃破などは不可能となった。

## 拡張パック
2010年6月29日に単体動作も可能な拡張パック『ARMA 2: Operation Arrowhead』 (ARMA 2: OA) の発売がされた。本作は単体動作こそ可能ではあるものの、『ARMA 2』本体のアセットもすべて利用可能であり、実質上の『ARMA 2』の新エンジンとしての性格が強い。以降リリースされたユーザーミッションやMODなどの多くも、本体+OA環境の通称である、「ARMA 2: CO」での動作が前提となっている。
『ARMA 2: OA』ではアメリカ海兵隊に代わって架空の中東国家タキスタン(Takistan)でのアメリカ陸軍とその同盟国とタキスタン軍・タキスタンを拠点とするイスラム過激派の間で行われる戦いが描かれており、新たな3つのMAP、ドイツ軍・チェコ軍・国連部隊のユニット、多数の武器と乗り物、キャンペーンなどが追加されるうえに、FLIRなど新しいシステムも導入される。

### DLCパック
拡張パックの発売後、『ARMA 2: OA』および『ARMA 2: CO』向けにDLC形式の公式アドオンパックがリリースされている。
2010年8月26日に第一弾として『ARMA 2 : British Armed Forces』 (ARMA 2: BAF) が発売された。
これには題のとおり現代イギリス軍のユニット、戦闘車両、ヘリコプター、兵器などが追加されるだけでなく、新たなMAPとキャンペーンも提供される。なお、時を同じくしてリリースされたパッチ1.54ではマルチプレイ時の互換性維持のために、DLCを購入していない『ARMA 2: OA』ユーザーにも"BAF-Lite"として低クオリティモデル版のイギリス軍ユニットが無償で提供された。
2010年11月30日には第二弾として『ARMA 2: Private Military Company』 (ARMA 2: PMC) が発売された。
『ARMA 2』のDLC第二弾となる本作は民間軍事会社「ION社」のユニット、戦闘車両、ヘリコプター、兵器が追加される他に、付属キャンペーンの質と量とに重点が置かれ、好評を博している。また、ゲームエンジンの改良としてはムービーの再生やショットガンなど散弾の再現などが挙げられる。こちらも"PMC-Lite"として低クオリティモデル版のユニットが『ARMA 2: OA』ユーザーにパッチ同梱の形で提供されている。
2012年7月31日に第三弾、『ARMA 2: Army of the Czech Republic』 (ARMA 2: ACR) が発売された。
これは題の通り『ARMA 2: BAF』と同様に、現代チェコ軍のユニット、戦闘車両、ヘリコプター、兵器などが追加されるだけでなく、新たなMAPとキャンペーンが提供されるものである。
これについても前2作と同様にマルチ互換性を保つためのLite版、"ACR-Lite"が無償で提供されているが、現在ARMA 2: OAのパッチには同梱されていないため別途DLが必要である。

## ARMA 2: Free
『ARMA2』本体から、付属キャンペーンがない、MODの利用が不可能になっている、
各種モデルテクスチャが超低解像度仕様のものに変更されている、などの制限はあるものの、
強力なミッションエディタ、スクリプトなど、それによるユーザーミッションの導入などそのまま使用可能かつ
ARMA2とのマルチ互換性も備える『ARMA2 Free』がARMAシリーズ10周年を記念してリリースされている。
導入には公式サイトにて登録しCD-Keyの取得が必要となる。
また、MOD利用が不可能という制限はあくまで本体exeに根ざした制限であるために、『ARMA 2: OA』を購入することにより別exeでの起動を行い解決、グラフィックの質などを犠牲に『ARMA 2: CO』より多少安価にて『ARMA 2: CO』と同様の実行環境を得ることができる。

## ARMA 2: Firing Range
アンドロイドOS、iOS向けの射撃を中心とした内容のアプリである。

## MODとAddon
『OFP』, 『ARMA』シリーズはユーザーの手によって数多くのAddonやMODが作成されており、ARMA2では前2作の非常に高い自由度はそのままに、よりできることは広がっている。
また、『ARMA2』におけるMODはサウンドやエフェクト、AIの挙動などのゲームプレイを改良するものと『ARMA2』に各国、各時代の軍隊や新たなユニットを追加するものとに大別できる。

### 主なMOD
| Advanced Combat Environment 2     | 通称A.C.E 2。銃器や乗り物、ユニットなどの追加のほか、視聴覚やゲームシステムなどに幅広く改良を加えた統合型MOD。マルチプレイサーバーでの人気も非常に高い。 |
| Advanced Combat Radio Environment | 通称ACRE。Voice Over NetソフトTeamSpeak3との相互連携を行い、ゲームとTeamSpeak3を併用することによってゲーム内のキャラクターの位置情報に則って各プレイヤーの声が聞こえるようになるMOD。 |
| SLX MOD                           | ゲームプレイの改良を目的としたMOD。 |
| Project Reality: ARMA 2 MOD       | バトルフィールド2で活動しているProject RealityがARMA2でリリースするMOD。開発中。 |
| CAA1 MOD                          | 前作にあたるArmA: Armed Assaultのマップとユニットを移植したMOD。 完全に再現されるとは限らないが、これを導入することでArmA1のミッションがプレイ可能になる。 |
| Mando Missile ArmA                | 通称MMA。ミサイル関連のシステムを大幅に改良するスクリプト集。 |
| BWMod                             | ドイツ連邦軍を題材としたMOD。 |
| HEXAgon                           | フランス軍を題材としたMOD。 |
| Pedagne MOD                       | イタリア軍を題材としたMOD。 |
| Switzerland Mod                   | 通称SWM。スイス軍を題材としたMOD。 |
| Operation Northstar               | 通称ONS。カナダ軍を題材としたMOD。 |
| Fuerzas Armadas Espanolas         | 通称FFAA。スペイン軍を題材としたMODで、一つの大きなパックをリリースするのではなくaddonごとに小分けして発表されているのが特徴。 |
| SARMAT Studios                    | ソ連関係のMODを手がけるウクライナのスタジオ。Wings Over RussiaやLIBERATION 1941-1945などいくつかのプロジェクトが同時進行中。 |
| Liberation 41-45                  | SARMAT傘下の独ソ戦を題材としたMOD。開発中。 |
| Wings of Russia                   | SARMAT傘下のMODで、ロシアの航空機を扱っている。 |
| Operation Halfmoon PLA Mod        | 中国人民解放軍を題材としたMOD。単独で動作するもののほかに、A.C.E 2環境に最適化されたバージョンもリリースされている。 |
| Finnish Defence Forces Mod        | 通称FDF。フィンランド国防軍を題材としたMOD。現在はArmA: Armed AssaultでリリースされたPodogaマップのARMA2版がリリースされている。 |
| CSLA 3 Mod                        | チェコスロヴァキア軍を題材としたMOD。開発中。 |
| 31st Normandy MOD                 | 第二次世界大戦を題材としたMOD。 |
| Invasion 1944                     | 通称I44。第二次世界大戦を題材としたMOD。 ArmA: Armed Assaultでリリースされたものを『ARMA2』に最適化したあと、"Die Wacht am Rhein"(ラインの守り)プロジェクトに入る。 |
| Project RACS                      | 通称PRACS。『ArmA: Armed Assault』に登場する架空の軍隊であるRoyal Army Corps Sahrani(RACS)を題材としたMOD。 既存のAddonをリスキンするほか、独自のユニットも数多く作成している。 |
| Conspiracies: Rising Dead II      | 『STALKER』のゲームプレイを『ARMA2』で再現したMOD。 |
| JSDF MOD                          | 自衛隊を題材としたMOD。 |
| DayZ                              | ゾンビウイルスのパンデミックが起こった状況下でのサバイバルを題材としたマルチプレイMOD。 当時Bohemia Interactiveで『ARMA2』のマルチプレイミッション開発担当の社員であった、Dean Hall(Rocket)が業務の余暇に習作として開発を行ったことが本MODの成り立ちとなっている。 ARMA2由来のマップとリアリティ重視のゲームデザインが、かねてからの『ARMA2』ユーザー以外にも非常に高い評価と人気を博して爆発的な浸透を見せた本MODは、発売から3年が経った『ArmA2』本体の売上をさらに飛躍的に伸ばすこととなった。 限られたリソースを用いてオープンワールド下でサバイバルを行う、オープンワールドサバイバルゲームジャンルの火付け役の一つでもある。 本MODはBohemia Interactiveにて、大幅に作りなおされた製品版として発売をされた。 |

## 続編・関連作

### 民間
- ARMA 3
- Iron Front: Liberation 1944
- DayZ

### 軍用
- VBS2 v2.0 (Virtual Battlespace 2)  - 軍事用のシミュレータとして、『ARMA』のエンジンをベースに訓練目的に合致するように各部を大幅に改善したものである『VBS2』のメジャーアップデート。エンジンが『ARMA2』のものに更新され、それにともなって内容も大幅強化されている。アメリカ軍・オーストラリア国防軍などで兵士の教育に用いられている。